# Свинице-Варцке (гмина)
Свинице-Варцке (пол. Świnice Warckie) — сельская гмина (волость) в Польше, входит как административная единица в Ленчицкий повет, Лодзинское воеводство. Население — 4196 человек (на 2004 год).

## Сельские округа
1. Белявы
2. Хожепин
3. Хвальбожице
4. Дроздув
5. Глоговец
6. Гродзиско
7. Гусин
8. Казнув
9. Косев
10. Козанки-Подлесьне
11. Краски
12. Парски
13. Пяски
14. Подленже
15. Рогув
16. Стемплев
17. Свинице-Варцке
18. Свинице-Варцке-Колёня
19. Толюв
20. Владыславув
21. Воля-Свинецка
22. Збыльчице

## Прочие поселения
1. Хенцин
2. Хожепинек
3. Гуры
4. Гуры-Хвальборске
5. Хектары
6. Холендры
7. Казнувек
8. Ладавы
9. Лыкув
10. Маргаска
11. Мецанки
12. Минишев
13. Одрада
14. Пеньки
15. Подгуже
16. Полюсин
17. Пустки
18. Рыдзына
19. Ставишинек
20. Страхув
21. Воля-Олесин
22. Выганув
23. Вылязлув
24. Загуже
25. Збыльчице
26. Зенчувек
27. Зимне

## Соседние гмины
1. Гмина Домбе
2. Гмина Грабув
3. Гмина Ленчица
4. Гмина Унеюв
5. Гмина Вартковице